# Lonchocarpus longipes
Lonchocarpus longipes är en ärtväxtart som beskrevs av Ignatz Urban och Erik Leonard Ekman. Lonchocarpus longipes ingår i släktet Lonchocarpus och familjen ärtväxter. Inga underarter finns listade i Catalogue of Life.